# ليفان كوجواشفيلي
ليفان كوغواشفيلي ( الجورجية : ლევან კოღუაშვილი ، 18 مارس 1973) هو مخرج جورجي وكاتب السيناريو . درس في معهد جيراسيموف للتصوير السينمائي بعد تخرجه من المدرسة. وأشهر أفلامه أيام الشارع الذي يعد من أهم الأفلام الجورجية .

## وصلات خارجية
ليفان كوجواشفيلي على قاعدة بيانات الأفلام على الإنترنت